# Montipora altasepta
Montipora altasepta är en korallart som beskrevs av Nemenzo 1964. Montipora altasepta ingår i släktet Montipora och familjen Acroporidae. IUCN kategoriserar arten globalt som sårbar. Inga underarter finns listade i Catalogue of Life.